# Alpes de Samnaun
 Los Alpes de Samnaun son una cadena montañosa de los Alpes del Este Central, que lleva el nombre del municipio suizo de Samnaun. Están ubicados en la frontera del estado austríaco de Tirol y el cantón de los Grisones de Suiza. 

## Picos
La cadena incluye los siguientes picos: 
| Pico            | Elevación (m / ft) | Elevación (m / ft) |
| --------------- | ------------------ | ------------------ |
| Muttler         | 3293               | 10,804             |
| Piz Tschütta    | 3258               | 10,689             |
| Piz Mundin      | 3146               | 10,322             |
| Vesilspitze     | 3115               | 10,220             |
| Piz Rots        | 3097               | 10,161             |
| Vesulspitze     | 3092               | 10,145             |
| Hexenkopf       | 3038               | 9,968              |
| Piz Malmurainza | 3038               | 9,968              |
| Bürkelkopf      | 3033               | 9,951              |
| Gemspleiskopf   | 3017               | 9,899              |
| Furgler         | 3004               | 9,856              |
| Rothbleiskopf   | 2938               | 9.640              |
| Flimspitz       | 2929               | 9610               |
| Grübelekopf     | 2894               | 9495               |

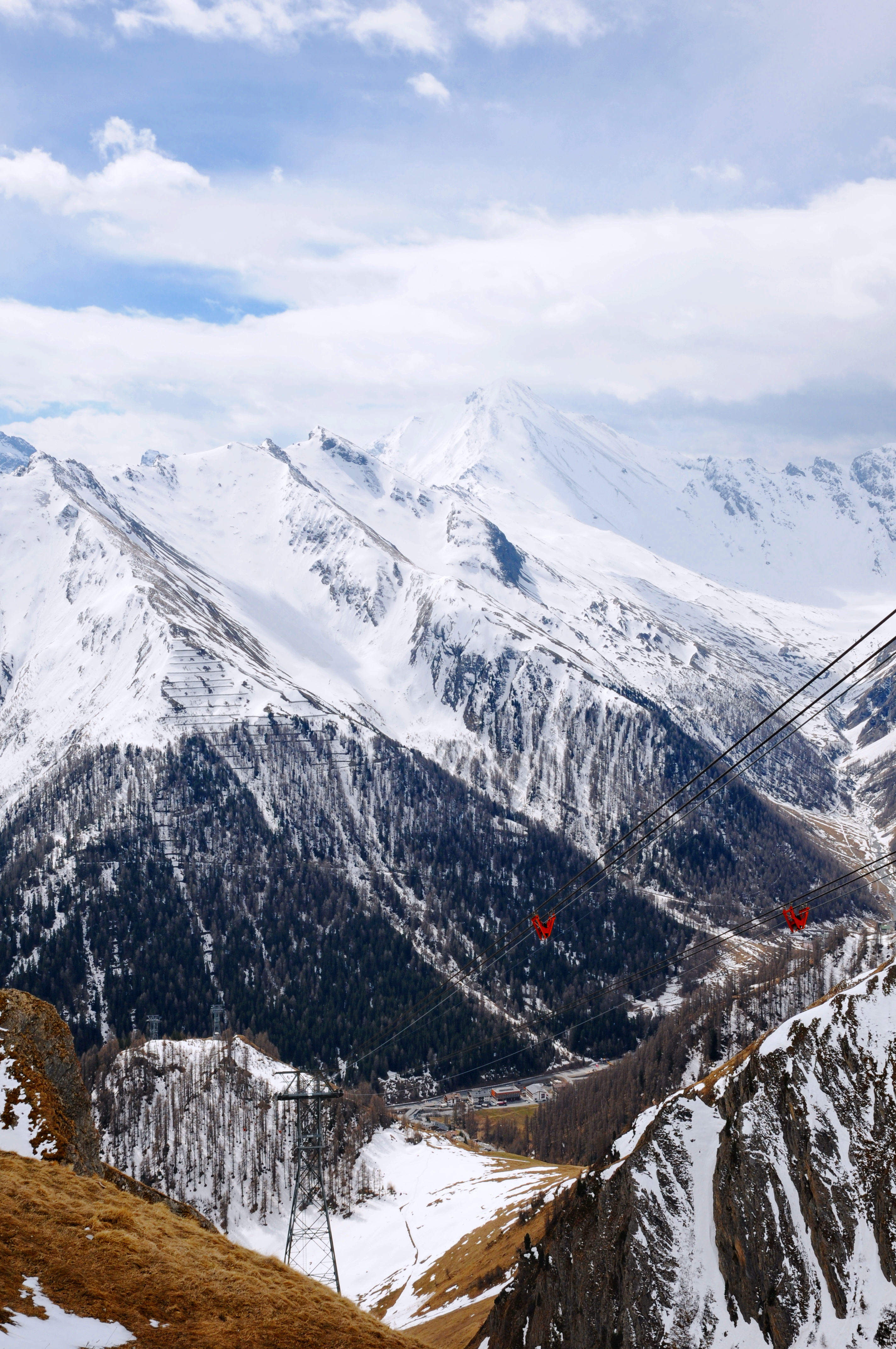
El pico Muttler desde el norte
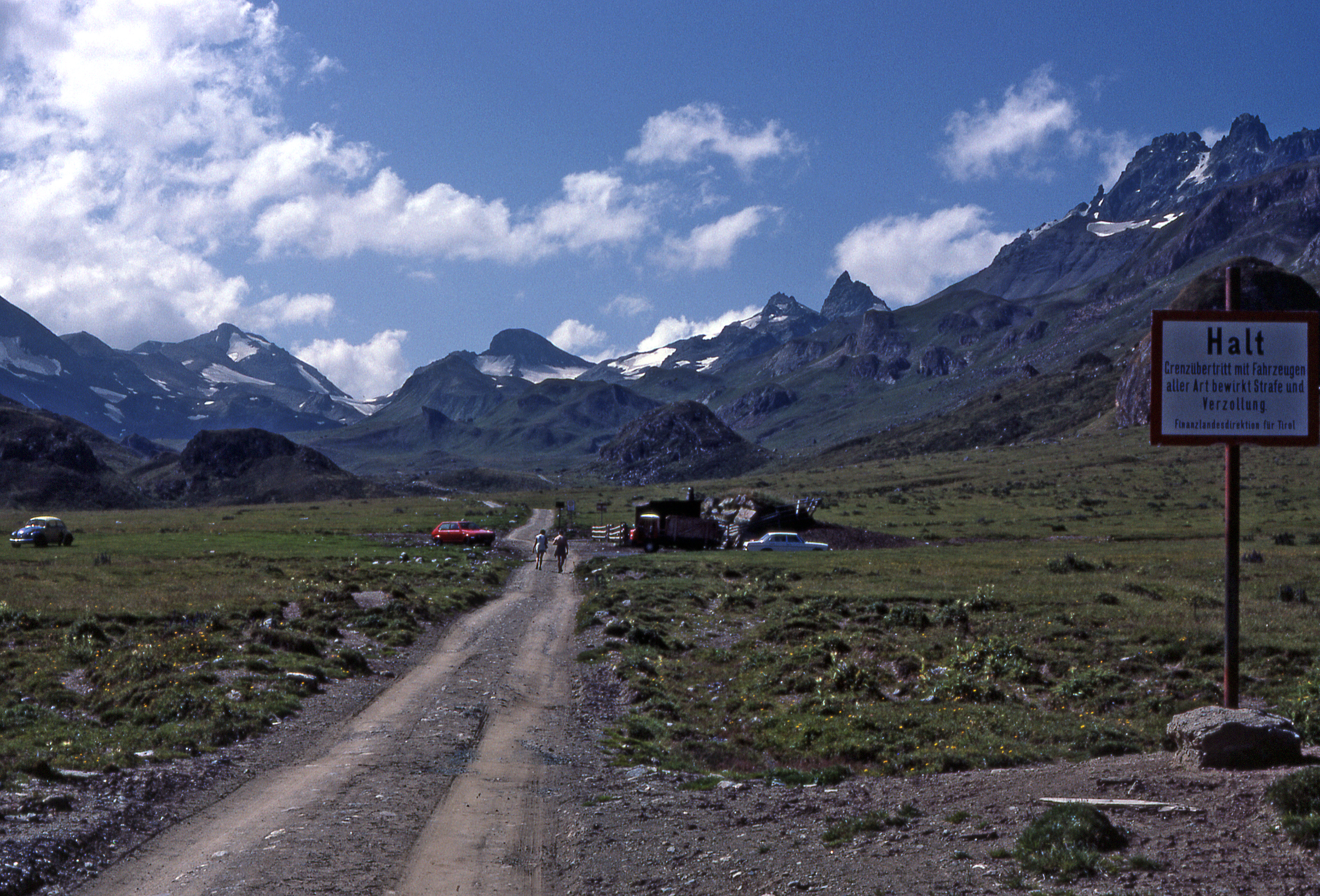
Cruce fronterizo entre Fimbatal Suiza y Austria
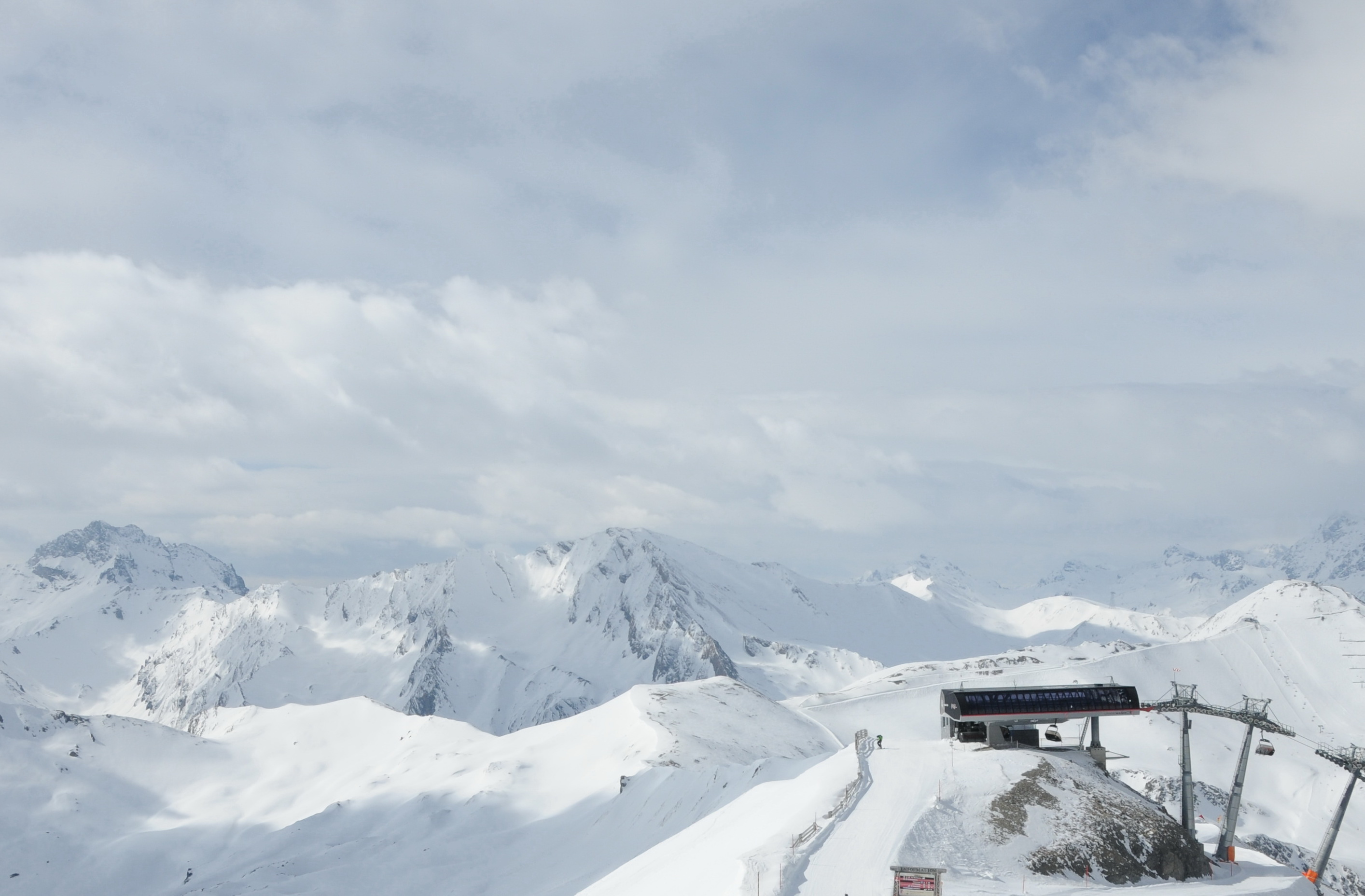
El Piz Rots  y la zona de esquí Silvretta Arena
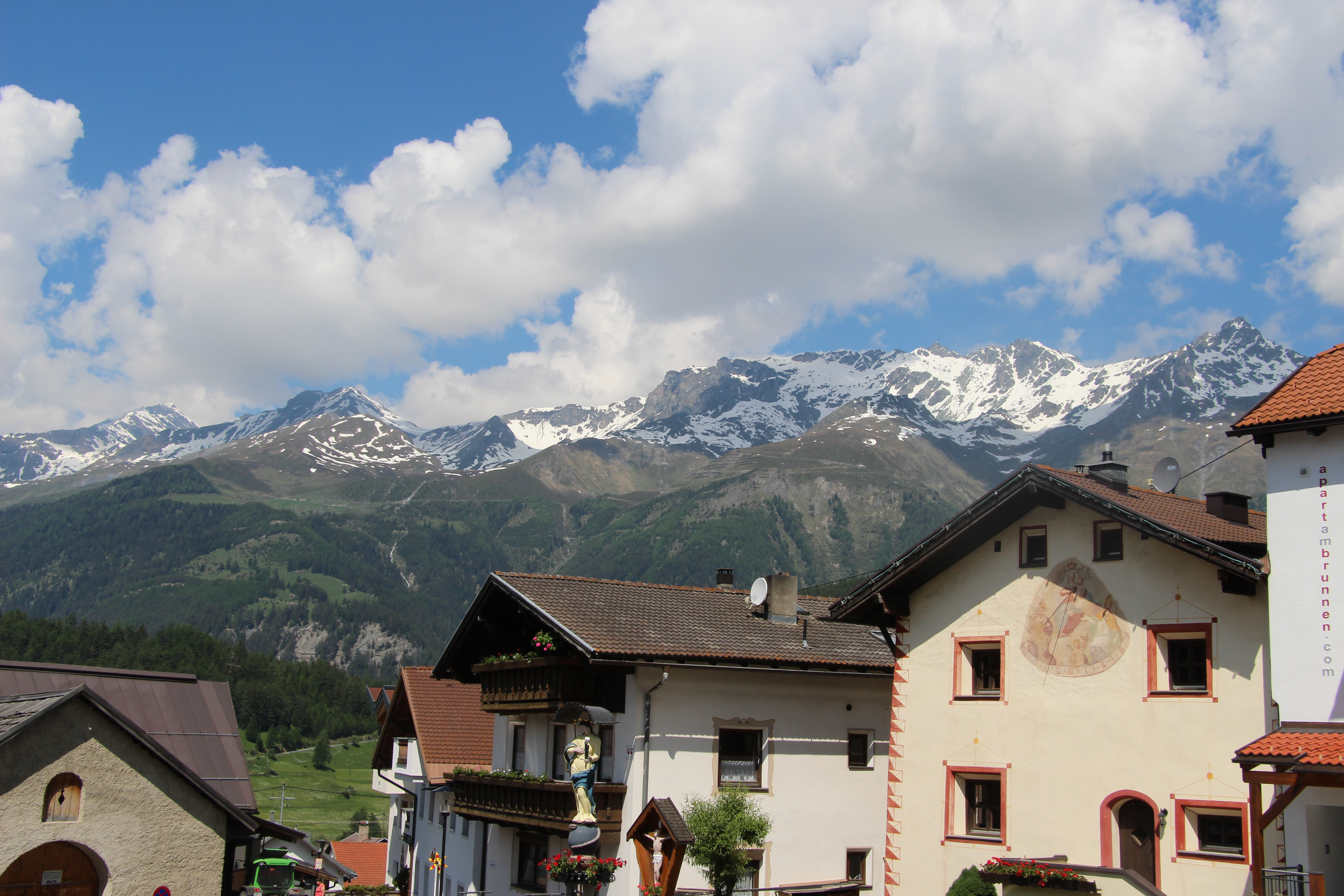
El Piz Mundin y el Muttler desde el este (Nauders)